# تشنور
تشنور هو مقيم في مقاطعة مران، بولاية فهغ، في ماليزيا. تم تشكيلها من تجمع عدة قرى وهي كامبونج كينينج، كامبونج باتو بور، كامبونج سيكارا، كامبونج بارو، كامبونج هوما لواس، كامبونج بيساجي، كامبونج تشينور سيبيرانج، كامبونج تيبينج تيمبا ودان كامبونج نياك كيرتاو.